# Campeonato Mundial de Atletismo em Pista Coberta de 2003
O Campeonato Mundial de Atletismo em Pista Coberta de 2003 foi a 10ª edição da competição, e ocorreu entre 14 e 16 de março de 2003 no National Indoor Arena em Birmingham, Reino Unido. Houve o total de 589 atletas participantes de 133 países. 

## Medalhistas

### Masculino
| Evento                      | Ouro                                                                        | Ouro      | Prata                                                                   | Prata     | Bronze                                                                               | Bronze    |
| 60m detalhes                | USA Justin Gatlin                                                           | 6s46      | SKN Kim Collins                                                         | 6s53      | GBR Jason Gardener                                                                   | 6s55      |
| 200m detalhes               | GBR Marlon Devonish                                                         | 20s62     | CMR Joseph Batangdon                                                    | 20s76     | BAH Dominic Demeritte                                                                | 20s92     |
| 400m detalhes               | USA Tyree Washington                                                        | 45s34     | GBR Daniel Caines                                                       | 45s43     | IRL Paul McKee GBR Jamie Baulch                                                      | 45s99     |
| 800m detalhes               | USA David Krummenacker                                                      | 1m45s69   | DEN Wilson Kipketer                                                     | 1m45s87   | KEN Wilfred Bungei                                                                   | 1m46s54   |
| 1500m detalhes              | FRA Driss Maazouzi                                                          | 3m42s59   | KEN Bernard Lagat                                                       | 3m42s62   | MAR Abdelkader Hachlaf                                                               | 3m42s71   |
| 3000m detalhes              | ETH Haile Gebrselassie                                                      | 7m40s97   | ESP Alberto García                                                      | 7m42s08   | KEN Luke Kipkosgei                                                                   | 7m42s56   |
| 60m com barreiras detalhes  | USA Allen Johnson                                                           | 7s47      | CUB Anier García                                                        | 7s49      | CHN Liu Xiang                                                                        | 7s52      |
| 4x400m detalhes             | JAM Jamaica Leroy Colquhoun Danny McFarlane Michael Blackwood Davian Clarke | 3:04.21   | GBR Grã-Bretanha Jamie Baulch Timothy Benjamin Cori Henry Daniel Caines | 3:06.12   | POL Polônia Rafał Wieruszewski Grzegorz Zajączkowski Marcin Marciniszyn Marek Plawgo | 3:06.61   |
| Salto em distância detalhes | USA Dwight Phillips                                                         | 8,29 m    | ESP Yago Lamela                                                         | 8,28 m    | USA Miguel Pate                                                                      | 8,21 m    |
| Salto triplo detalhes       | SWE Christian Olsson                                                        | 17,70 m   | USA Walter Davis                                                        | 17,35 m   | CUB Yoelbi Quesada                                                                   | 17,27 m   |
| Salto em altura detalhes    | SWE Stefan Holm                                                             | 2,35 m    | RUS Yaroslav Rybakov                                                    | 2,33 m    | BLR Henads Maros                                                                     | 2,30 m    |
| Salto com vara detalhes     | GER Tim Lobinger                                                            | 5,80 m    | GER Michael Stolle                                                      | 5,75 m    | NED Rens Blom                                                                        | 5,75 m    |
| Arremesso de peso detalhes  | ESP Manuel Martínez                                                         | 21,24 m   | USA John Godina                                                         | 21,23 m   | UKR Jurij Bilonoh                                                                    | 21,13 m   |
| Heptatlo detalhes           | USA Tom Pappas                                                              | 6361 pts. | RUS Lev Lobodin                                                         | 6297 pts. | CZE Roman Šebrle                                                                     | 6196 pts. |

### Feminino
| Evento                      | Ouro                                                                        | Ouro      | Prata                                                                   | Prata     | Bronze                                                                    | Bronze    |
| 60m detalhes                | UKR Schanna Block                                                           | 7s04      | USA Angela Williams                                                     | 7s16      | USA Torri Edwards                                                         | 7s17      |
| 200m detalhes               | FRA Muriel Hurtis                                                           | 22s54     | RUS Anastasiya Kapachinskaya                                            | 22s80     | JAM Juliet Campbell                                                       | 22s81     |
| 400m detalhes               | RUS Natalya Nazarova                                                        | 50s83     | BAH Christine Amertil                                                   | 51s11     | GER Grit Breuer                                                           | 51s13     |
| 800m detalhes               | MOZ Maria de Lurdes Mutola                                                  | 1m58s94   | AUT Stephanie Graf                                                      | 1m59s39   | ESP Mayte Martínez                                                        | 1m59s53   |
| 1500m detalhes              | USA Regina Jacobs                                                           | 4m01s67   | GBR Kelly Holmes                                                        | 4m02s66   | RUS Yekaterina Rozenberg                                                  | 4m02s80   |
| 3000m detalhes              | ETH Berhane Adere                                                           | 8m40s25   | ESP Marta Domínguez                                                     | 8m42s17   | ETH Meseret Defar                                                         | 8m42s58   |
| 60m com barreiras detalhes  | USA Gail Devers                                                             | 7s81      | ESP Glory Alozie                                                        | 7s90      | USA Melissa Morrison                                                      | 7s92      |
| 4x400m detalhes             | RUS Rússia Natalya Antyukh Yuliya Pechonkina Olesya Zykina Natalya Nazarova | 3:28.45   | JAM Jamaica Ronetta Smith Catherine Scott Sheryl Morgan Sandie Richards | 3:31.23   | USA Estados Unidos Monique Hennagan Meghan Addy Brenda Taylor Mary Danner | 3:31.69   |
| Salto em distância detalhes | RUS Tatyana Kotova                                                          | 6,84 m    | UKR Inessa Kravets                                                      | 6,72 m    | BRA Maurren Maggi                                                         | 6,70 m    |
| Salto triplo detalhes       | GBR Ashia Hansen                                                            | 15,01 m   | CMR Françoise Mbango Etone                                              | 14,88 m   | SEN Kéné Ndoye                                                            | 14,72 m   |
| Salto em altura detalhes    | SWE Kajsa Bergqvist                                                         | 2,01 m    | RUS Yelena Yelesina                                                     | 1,99 m    | RUS Anna Chicherova                                                       | 1,99 m    |
| Salto com vara detalhes     | RUS Svetlana Feofanova                                                      | 4,80 m    | RUS Yelena Isinbayeva                                                   | 4,60 m    | POL Monika Pyrek                                                          | 4,45 m    |
| Arremesso de peso detalhes  | RUS Irina Korzhanenko                                                       | 20,55 m   | BLR Nadzeya Astapchuk                                                   | 20,31 m   | GER Astrid Kumbernuss                                                     | 19,86 m   |
| Pentatlo detalhes           | SWE Carolina Klüft                                                          | 4933 pts. | BLR Natalya Sazanovich                                                  | 4715 pts. | FRA Marie Collonvillé                                                     | 4644 pts. |

## Quadro de medalhas
| Ordem | País                  |    |    |    |    |
| 1     | Estados Unidos        | 8  | 3  | 4  | 15 |
| 2     | Rússia                | 5  | 5  | 2  | 12 |
| 3     | Suécia                | 4  |    |    | 4  |
| 4     | Grã-Bretanha          | 2  | 3  | 2  | 7  |
| 5     | Etiópia               | 2  |    | 1  | 3  |
|       | França                | 2  |    | 1  | 3  |
| 7     | Espanha               | 1  | 4  | 1  | 6  |
| 8     | Alemanha              | 1  | 1  | 2  | 4  |
| 9     | Ucrânia               | 1  | 1  | 1  | 3  |
|       | Jamaica               | 1  | 1  | 1  | 3  |
| 11    | Moçambique            | 1  |    |    | 1  |
| 12    | Bielorrússia          |    | 2  | 1  | 3  |
| 13    | Camarões              |    | 2  |    | 2  |
| 14    | Quénia                |    | 1  | 2  | 3  |
| 15    | Bahamas               |    | 1  | 1  | 2  |
|       | Cuba                  |    | 1  | 1  | 2  |
| 17    | Áustria               |    | 1  |    | 1  |
|       | Dinamarca             |    | 1  |    | 1  |
|       | São Cristóvão e Nevis |    | 1  |    | 1  |
| 20    | Polónia               |    |    | 2  | 2  |
| 21    | Brasil                |    |    | 1  | 1  |
|       | Chéquia               |    |    | 1  | 1  |
|       | Irlanda               |    |    | 1  | 1  |
|       | Marrocos              |    |    | 1  | 1  |
|       | Países Baixos         |    |    | 1  | 1  |
|       | China                 |    |    | 1  | 1  |
|       | Senegal               |    |    | 1  | 1  |
| TOTAL | TOTAL                 | 28 | 28 | 29 | 85 |

Legenda
| Recorde mundial       | Recorde mundial (World record)               |                       | Recorde africano                      | Recorde africano (African) |                                           | Q | Classificado por posição (Qualified) |
| Recorde do campeonato | Recorde do campeonato (Championship record)  | Recorde da América    | Recorde da América (Americas)         | q                          | Classificado por melhor tempo (Qualified) |   |                                      |
| Melhor marca do ano   | Melhor marca do ano (World leading)          | Recorde asiático      | Recorde asiático (Asian)              | DNS                        | Não largou (Did not start)                |   |                                      |
| Recorde nacional      | Recorde nacional (National record)           | Recorde europeu       | Recorde europeu (European)            | DNF                        | Não terminou (Did not finish)             |   |                                      |
| Recorde pessoal       | Recorde pessoal do atleta (Personal best)    | Recorde da Oceania    | Recorde da Oceania (Oceania)          | DSQ / DQ                   | Desclassificado (Disqualified)            |   |                                      |
| Recorde da temporada  | Recorde da temporada do atleta (Season best) | Recorde sul-americano | Recorde sul-americano (South America) | NM                         | Sem marca (No mark)                       |   |                                      |